# El Toro (Bellewaerde)
El Toro is een breakdance-attractie in familiepretpark Bellewaerde.

## Geschiedenis

### Wallibi Holland
El Toro is gebouwd in 2000 door HUSS Park Attractions en was gesitueerd in Walibi Holland. Hier werd in 2005 besloten de attractie te sluiten omdat, volgens Walibi Holland, de attractie niet in het beeld van een familiepark paste.

### Bellewaerde
In 2006 werd de El Toro verplaatst en geopend in Bellewaerde, waar ze nu nog steeds operationeel is. De attractie is te vinden in het themagebied Mexico, op het Mexicaans plein, bij andere attracties als Huracan en El Volador.